# Eleanor de Montfort

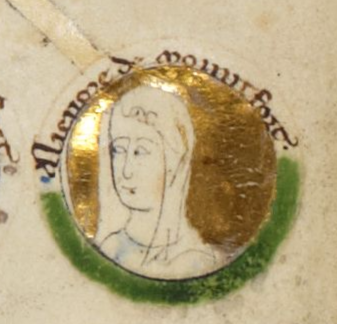
Eleanor de Montfort. Buchmalerei aus dem 13. Jahrhundert

Eleanor de Montfort (auch Alienor de Montfort) (* um 1258; † 19. Juni 1282) war eine englische Adlige, die durch Heirat Fürstin von Wales wurde.

## Herkunft und Kindheit
Eleanor war die einzige Tochter von Simon de Montfort, 6. Earl of Leicester und dessen Frau Eleanor, einer Tochter von König Johann Ohneland. Ihr Vater wurde der Führer einer Adelsopposition gegen seinen Schwager König Heinrich III. und fiel im August 1265 während des Kriegs der Barone im Kampf gegen den Thronfolger Lord Eduard. Eleanor war bereits als Kind mit Fürst Llywelyn von Wales verlobt worden, der seit 1263 mit ihrem Vater verbündet gewesen war. Der siegreiche König erlaubte ihrer Mutter im Oktober 1265, mit ihr ins Exil nach Frankreich zu gehen, wo ihr Vater ebenfalls Besitzungen besessen hatte.

## Ehe mit Fürst Llywelyn
1275 wurde Eleanor per Stellvertreter mit Fürst Llywelyn verheiratet, und gegen Ende des Jahres wollte ihr Bruder Amaury sie nach Wales bringen. Das Verhältnis zwischen Fürst Llywelyn und dem englischen König Eduard I. war jedoch äußerst angespannt. Der König wollte deshalb die Heirat von Llywelyn, den er als abtrünnigen Vasallen betrachtete, mit der Tochter seines Todfeindes verhindern. Er ließ deshalb  das Schiff mit Amaury und Eleanor im Bristolkanal aufbringen. Nach kurzer Haft in Bristol wurde Eleanor nach Windsor Castle gebracht. Die Gefangennahme seiner Braut bestärkte den walisischen Fürsten, der bereits über 50 Jahre, bislang aber unverheiratet und kinderlos war, weiter in seiner Überzeugung, dass er dem englischen König nicht trauen konnte. Zwischen Wales und England kam es zum offenen Krieg, den der englische König durch einen raschen Feldzug für sich entscheiden konnte. Nach Abschluss des Vertrags von Aberconwy und der Huldigung von Fürst Llywelyn zeigte sich Eduard I. großzügig. Im Januar 1278 wurde Eleanor freigelassen und am 13. Oktober 1278 wurden sie und Fürst Llywelyn in der Kathedrale von Worcester erneut getraut. An der Zeremonie nahmen der König und die Königin teil, die auch die Kosten der Hochzeitsfeier sowie der Reise der Brautgesellschaft nach Wales übernahmen. Im Januar 1281 besuchte Eleanor erneut ihren königlichen Cousin in Windsor Castle, doch Anfang März kam es in Wales zu einem neuen Aufstand gegen die englische Herrschaft. Während der Rebellion starb Eleanor bei der Geburt ihrer Tochter Gwenllian. Sie wurde in der Niederlassung der Franziskaner in Llanfair auf Anglesey begraben.